# Honda CR-V
El Honda CR-V es un vehículo crossover del segmento D producido por el fabricante de automóviles japonés Honda desde 1995. Es el SUV más vendido de la marca japonesa hasta la fechay uno de los más vendidos a nivel mundial.

## Historia

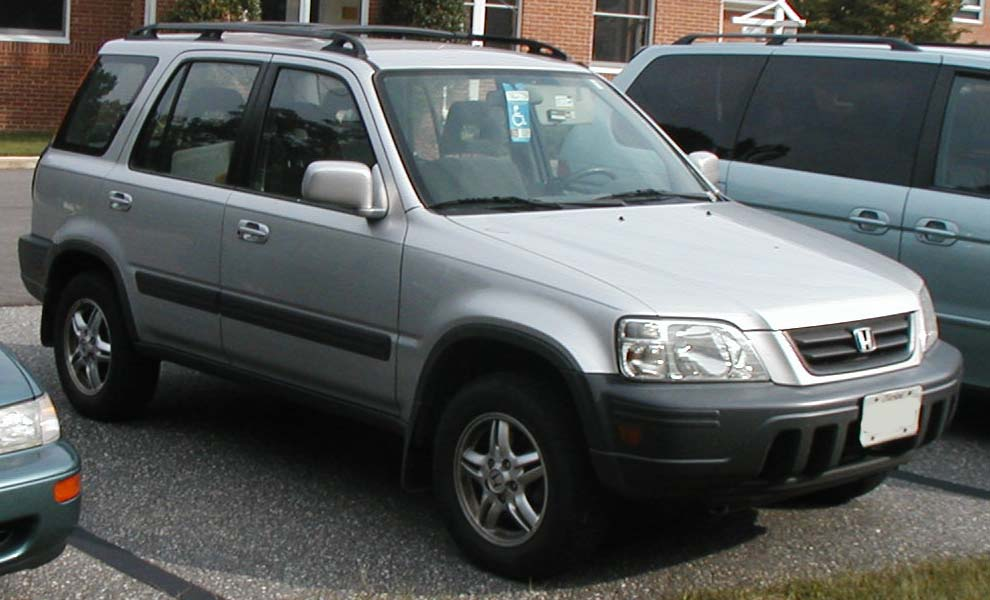
Honda CR-V, primera generación (1995-2001)

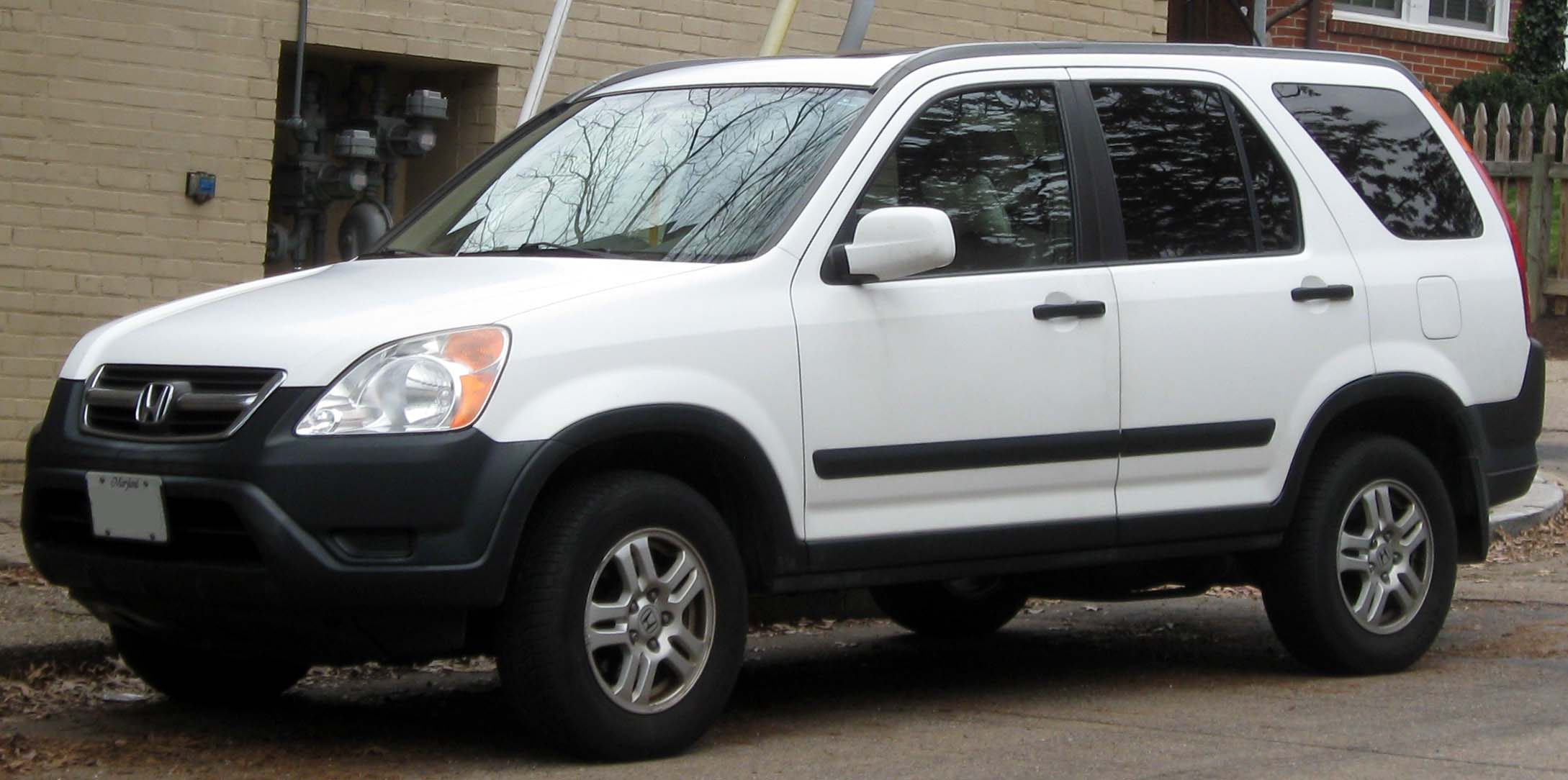
Honda CR-V, segunda generación (2002-2006)

El CR-V, cuyas iniciales significan "Crossover Recreative Vehicle" (Vehículo Crossover Recreativo, abarca hasta el momento seis generaciones, lanzadas respectivamente en los años 1995, 2005, 2008, 2013, 2021 y 2023, las cuales siempre han compartido elementos estructurales y de equipamiento con el modelo Honda Civic, al ser el CR-V su versión crossover.
Se distribuye en dos versiones fundamentales: japonesa y americana, las cuales emanan del lugar de fabricación del automóvil. Sus generaciones (ver imágenes anexas) poseen variaciones en cuanto a sus dimensiones:
|                    | Largo   | Ancho   | Altura  |
| ------------------ | ------- | ------- | ------- |
| Primera generación | 4520 mm | 1750 mm | 1675 mm |
| Segunda generación | 4536 mm | 1783 mm | 1682 mm |
| Tercera generación | 4519 mm | 1820 mm | 1679 mm |
| Cuarta generación  | 4529 mm | 1819 mm | 1654 mm |
| Quinta generación  | 4586 mm | 1855 mm | 1689 mm |
| Sexta generación   | 4706 mm | 1866 mm | 1673 mm |

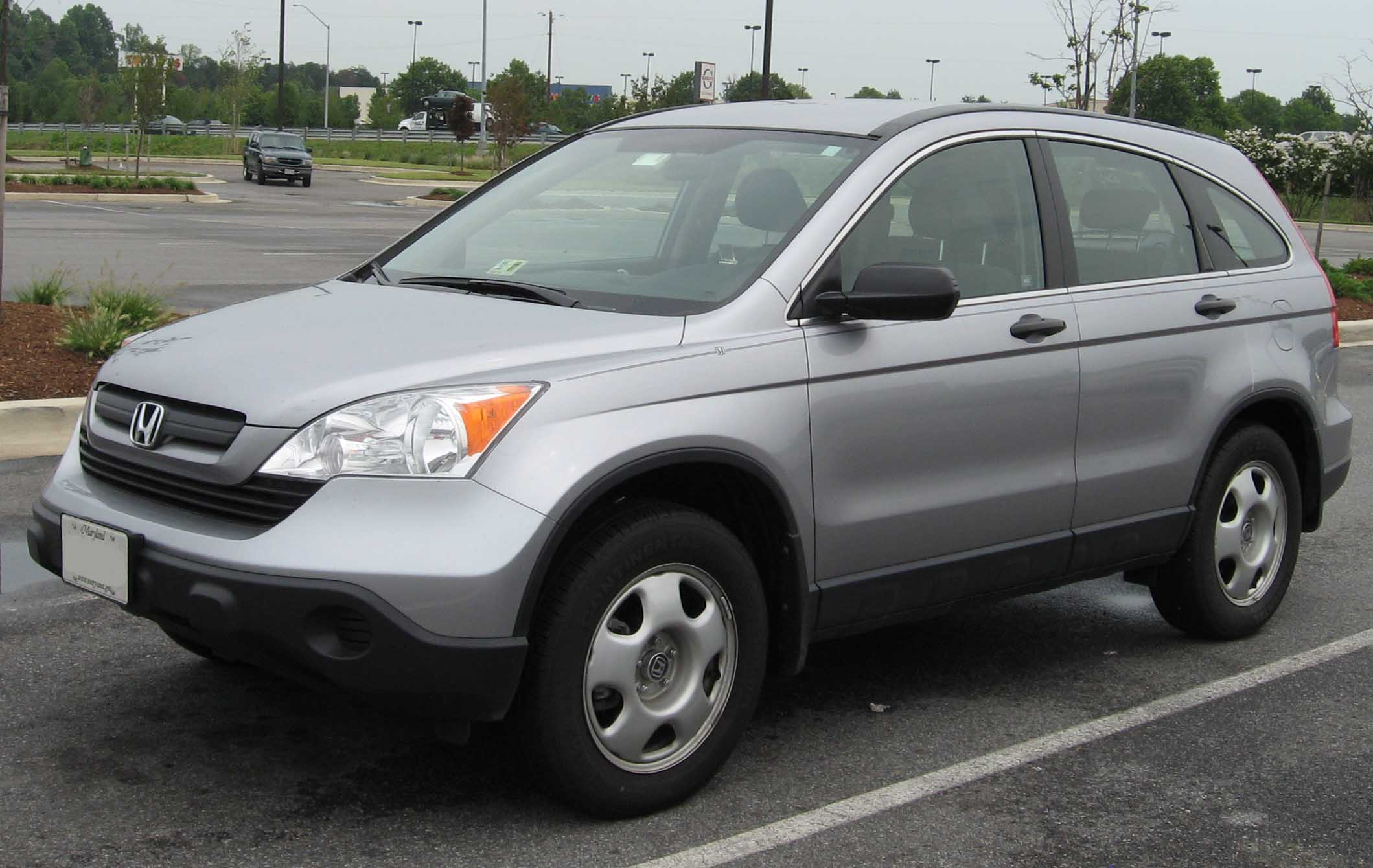
Honda CR-V, tercera generación (2007-2011)

Es un crossover de cinco puertas y cinco plazas disponible con tracción delantera o total. Tiene como rivales al Citroën C5 Aircross, Ford Escape, Hyundai Tucson, Kia Sportage, Nissan X-Trail, Mazda CX-5, Opel Grandland X, Peugeot 3008, Renault Koleos, Toyota RAV4, Volkswagen Tiguan entre otros.
Se ha destacado como un vehículo muy confiable, de gran calidad, muy cómodo y polivalente. Posee notables prestaciones y es equilibrado en su consumo de combustible.

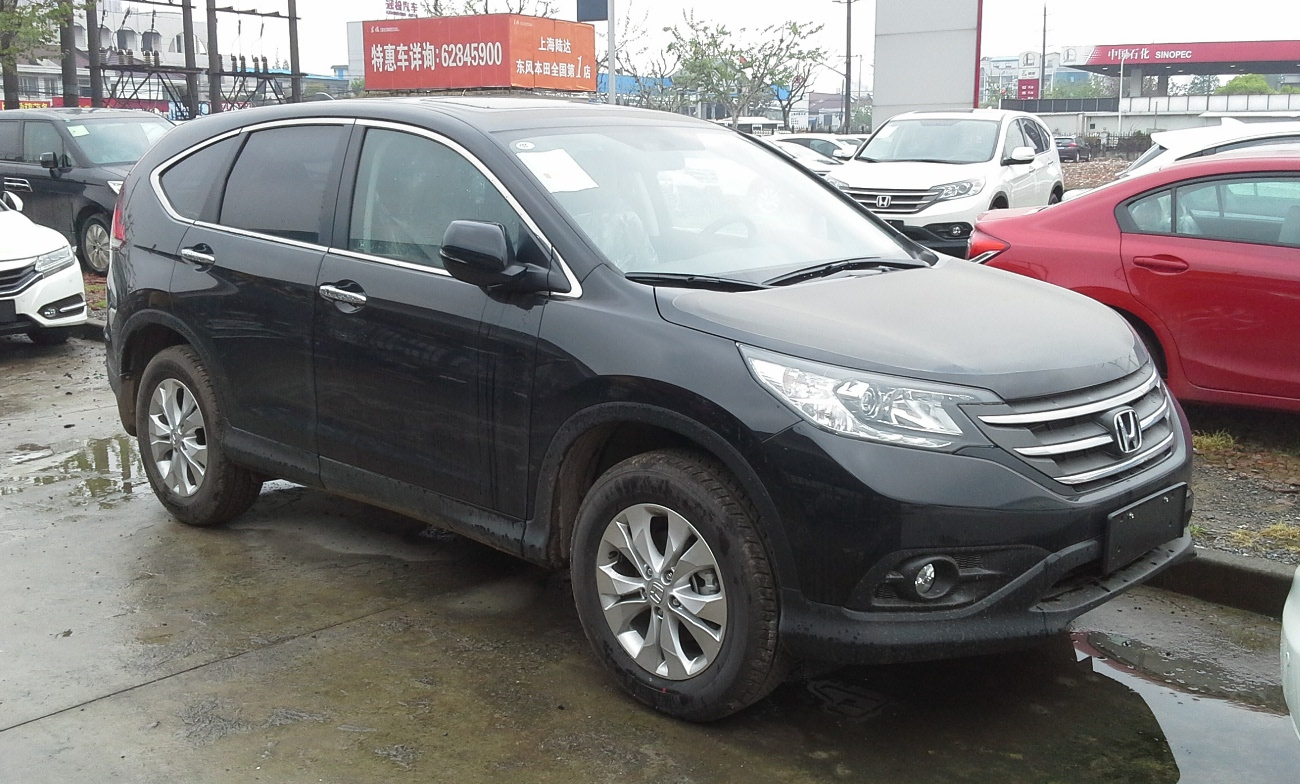
Honda CR-V, cuarta generación (2012-2016)

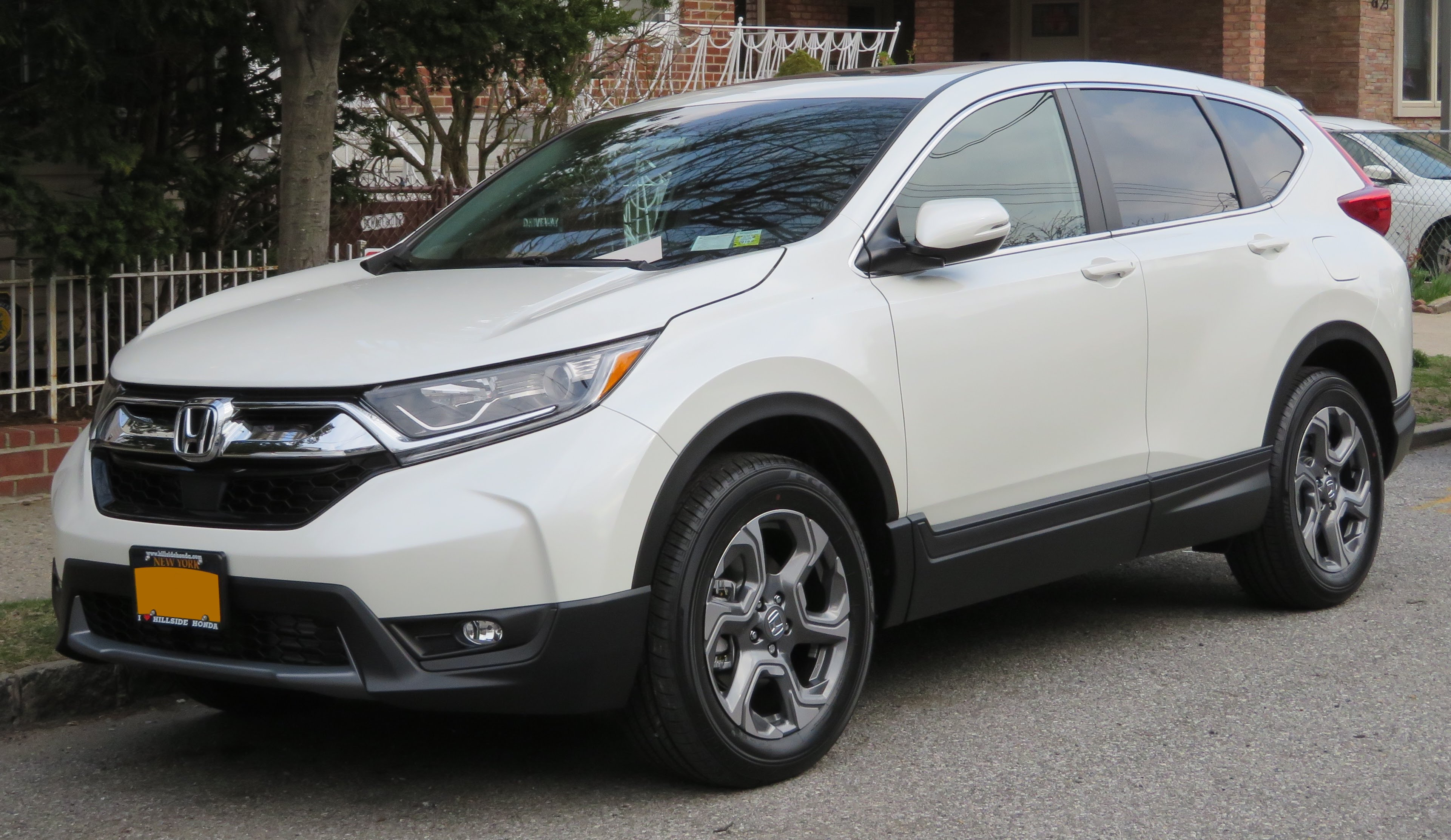
Honda CR-V, 5ta generación (2017-2021)

La primera saga tenía un motor de gasolina de 2.0 con 130 HP. La transmisión podía ser mecánica de cinco velocidades o automática de cuatro, esta última con la palanca en la columna de dirección, lo que deja gran espacio en la cabina delantera. Se comercializaba exclusivamente con tracción a las cuatro ruedas. Este sistema fue considerado un gran avance en la época porque era capaz de conectar de forma automática el eje trasero en caso de que el delantero perdiera adherencia. Este sistema era llamado "Real Time 4WD" y su activación no requiere intervención alguna de parte del conductor. Su funcionamiento es simple y confiable, sin embargo no posee una muy buena capacidad de tracción debido al lento acople del eje trasero, en especial en terrenos deslizantes, lo que podía llegar a comprometer la estabilidad de marcha en ciertas situaciones. Con las futuras generaciones se introdujeron mejoras en el sistema que lo fueron haciendo más confiable y seguro en su accionar.En sus primeros 11 años de vida, hasta la tercera generación, se han vendido casi 2 500 000 unidades.

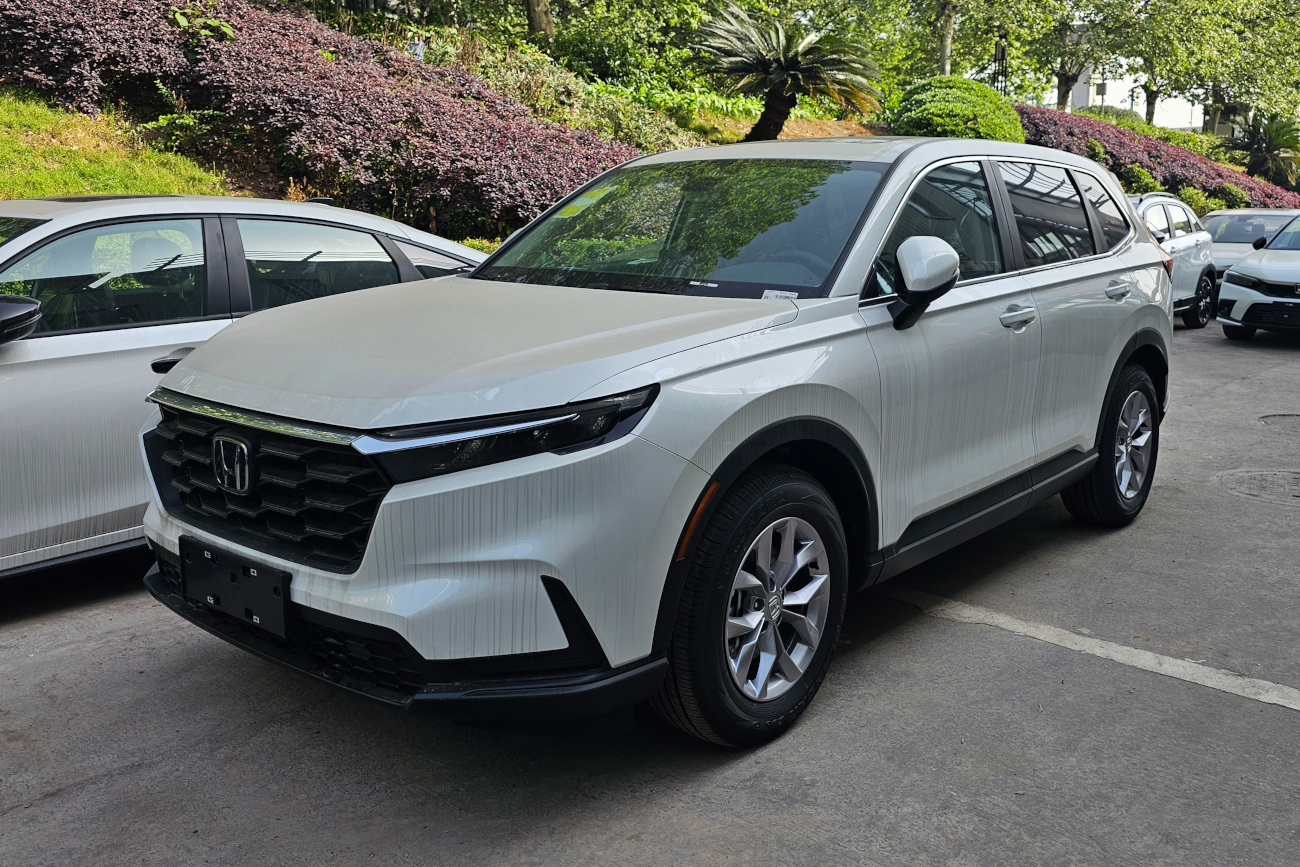
Honda CRV, sexta generación (2023-Actualidad)

La quinta generación de la CR-V tiene ciertos cambios en cuanto al diseño. Las luces permanecen alargadas, dando una apariencia robusta similar al modelo Civic de la misma marca. En el caso de las luces traseras, se incorpora un estilo horizontal integrado por una cierta tendencia hacia la verticalidad. Este es un elemento de interés, pues las luces del CR-V son verticales desde la primera generación. La incursión de ciertos detalles tecnológicos también es un hecho notorio en la quinta generación.
En 2023 se presenta la sexta generación de la Honda CR-V, siendo el modelo de mayor longitud comercializado en esta SUV. Las luces continúan siendo alargadas, pero se reduce el grosor de las mismas. En consecuencia, la parrilla es más ancha y el frente del vehículo también, sin ligeras modificaciones en cuanto a la altura, similar al modelo de Mazda, CX-9.  Esta es la generación que se comercializa en la actualidad.